# Diecezja Campo Mourão
Diecezja Campo Mourão (łac. Dioecesis Campi Moranensis) – diecezja Kościoła rzymskokatolickiego w Brazylii. Należy do metropolii Maringá, wchodzi w skład regionu kościelnego Sul 2. Została erygowana przez papieża Jana XXIII bullą Cum venerabilis w dniu 20 czerwca 1959.

## Główne świątynie
- Katedra: Katera św. Józefa w Campo Mourão

## Biskupi diecezjalni
- Elizeu Simões Mendes (1959–1980)
- Virgílio de Pauli (1981–1999)
- Mauro Aparecido dos Santos (1999–2007)
- Francisco Javier Del Valle Paredes (2008–2017)
- Bruno Elizeu Versari (2017–2024)
- Evandro Luis Braun (od 2025)